# Tipula (Lunatipula) sequoiarum
Tipula (Lunatipula) sequoiarum is een tweevleugelige uit de familie langpootmuggen (Tipulidae). De soort komt voor in het Nearctisch gebied.